# Arlei de Oliveira Rosa
Arlei de Oliveira Rosa ou simplesmente Arlei (Teresópolis, 30 de abril de 1976) é um empresário e político brasileiro, prefeito de Teresópolis entre 2011 e 2015 pelo Partido do Movimento Democrático Brasileiro (PMDB). Figura polêmica, Arlei contribuiu para o conturbado cenário de instabilidade política de Teresópolis, instaurado desde o afastamento de Jorge Mário da prefeitura por escândalos de corrupção e a morte do seu vice, Roberto Pinto, dias depois. Sob a qualidade de presidente da câmara, Arlei tomou posse do governo interinamente, tornando-se um dos mais jovens prefeitos do município. Se elegeu oficialmente em 2012, respaldado por uma eleição com dois candidatos indeferidos, tendo, um deles, a maioria dos votos totais. Mesmo não sendo unanimidade entre a população do município de uma maneira geral (não tirando seus méritos e popularidade entre eleitores do interior), Arlei teve um governo visto como impopular, que gastava muito e fazia pouco. Os eventos não movimentavam a economia da cidade, e seus planos não convenciam. Após envolver-se em polêmicas a cerca de seu patrimônio e sua administração, Arlei foi afastado diversas vezes da prefeitura. Seu afastamento definitivo ocorreu 29 de outubro de 2015 assumindo, em seu lugar, o vice Márcio Catão.

## Biografia e carreira política
Natural de Teresópolis, Arlei Rosa nasceu em 30 de abril de 1976, residindo no distrito de Bonsucesso, onde possui certa influência até os dias atuais. Apesar da pouca escolaridade (ensino fundamental incompleto) tornou-se empresário, e ingressou na carreira política em 2008 já eleito como o segundo vereador mais votado do município, com 2 218 votos, fazendo parte da legislatura de 2009-2012, sendo eleito o presidente da câmara posteriormente. Assumiu o posto de prefeito do município após a crise política instaurada pelo afastamento do titular Jorge Mário Sedlacek, (caçado em 2 de agosto de 2011 sob acusação por desvio dos recursos federais destinados ao município em decorrência das chuvas de janeiro do mesmo ano) e a morte do suplente Roberto Pinto após dois dias no cargo. Sob a qualidade de presidente da câmara de vereadores, Arlei assumiu em 7 de agosto de 2011 debaixo de muita comoção e desconfiança por parte do povo. No dia da posse, após o velório de Roberto Pinto, Arlei declarou que estava na prefeitura pela "vontade de Deus". Seu principal plano de governo interino foi priorizar o aluguel social e as moradias.
Eleições de 2012
Arlei se candidatou oficialmente a prefeito nas eleições de 2012, representando seu partido, o PMDB. Márcio Catão, do PSD, juntou-se a Arlei na campanha como vice-prefeito. Arlei foi eleito prefeito em 7 de outubro de 2012 após receber 41,78% dos votos válidos. Na época, com 36 anos, tornou-se um dos mais jovens a assumir o cargo. Sua diplomação ocorreu em dezembro do mesmo ano.
Problemas com a justiça e escândalos
Quando assumiu a prefeitura de Teresópolis, após a morte de Roberto Pinto, foi revelado em uma matéria do Jornal O Globo que o então prefeito interino era alvo de dois processos cíveis. Após ser eleito em 2012, Arlei esteve envolvido em mais um escândalo. Segundo o Ministério Público, ele era suspeito de ter uma evolução patrimonial incompatível com a sua renda, além da denúncia que o então prefeito possuía uma propriedade rural em Sapucaia, a 40 quilômetros de Teresópolis, onde criava cavalos e mantinha alguns animais exóticos como pássaros e Lhamas. Estas acusações ficaram ainda mais insustentáveis após a rejeição das contas pela Câmara Municipal, tornando-o inelegível por oito anos. Desde então, os vereadores tentaram afastar o prefeito diversas vezes, sem sucesso, até que em 18 de agosto de 2015 ele foi oficialmente afastado, sob alegação de má gestão político-administrativa dos recursos do Instituto de Previdência dos Servidores Municipais (Tereprev). Ele depôs em 26 de agosto junto aos seus advogados de defesa, entregando as declarações de imposto de renda e o contrato de arrendamento de uma propriedade rural em Sapucaia.
Em 1 de setembro de 2015, Arlei conseguiu uma liminar na justiça que lhe concedia o direito de voltar a administrar o município de Teresópolis antes do prazo de afastamento (de 90 dias) ser cumprido. No entanto, nove dias depois a justiça voltou atrás e afastou o prefeito, além de bloquear seus bens. Dia 29 do mesmo mês, Arlei conseguiu mais uma liminar e retornou a prefeitura, ao som de fogos de artifício por parte de seus apoiadores, assumindo no dia seguinte. Porém, seus dias na prefeitura não foram longos. Exatamente um mês após a liminar lhe conceder a posse pela segunda vez, o relatório final da CPI saiu e a Câmara de Vereadores o afastou definitivamente, feito que foi comemorado pela população.